# PayPal
PayPal [ˈpeɪˌpæl] (audioⓘ) este un operator al unui sistem de plăți online, care poate fi utilizat la achitarea sumelor medii și mici, de exemplu, la cumpărarea și vânzarea în comerț electronic. Conform propriilor informații, PayPal are mai mult de 192 de milioane de utilizatori activi în peste 200 de piețe, cu posibilitatea plăților în peste 100 de valute (din noiembrie 2016). Sediul companiei este San José, filiala europeană este PayPal (Europe) S.à r.l. & Cie, S.C.A., cu sediul în Luxemburg.
PayPal a fost deținută, din 2002 până la eliminarea sa, din 17 iulie 2015, de compania americană eBay, de atunci acțiunile sunt tranzacționate de  NASDAQ. Compania face parte din S&P 500, înlocuind fosta societate-mamă eBay în S&P 100.

## PayPal în România
Este cea mai mare companie de procesare a plăților online la nivel global, deținută de gigantul online eBay.
Compania a procesat plăți mobile în valoare de 14 miliarde de dolari în 2012, față de 4 miliarde de dolari în 2011.
PayPal a avut venituri de 5,6 miliarde de dolari în 2012, care au reprezentat 40% din veniturile totale ale eBay, și avea, la finalul anului, 123 de milioane de conturi active.
PayPal a rezultat din fuziunea dintre X.com și Confinity.